# Katharine Cameron
Katharine Cameron (Glasgow, 26 februari 1874 – 21 augustus 1965) was een Schots kunstschilderes in aquarel, olieverf en gouache, boekillustrator en etser.

## Biografie
Katherine Cameron werd geboren in Hillhead, Glasgow als dochter van dominee Robert Cameron en ze was de zus van de kunstenaar David Young Cameron. Ze studeerde van 1890 tot 1893 aan de Glasgow School of Art. Daarna studeerde ze aan de Académie Colarossi in Parijs bij Gustave Courtois. In 1928 trouwde ze met Arthur Kay, wiens interesse in Jacobitische en Schotse artefacten een rol speelde bij het opbouwen van de collectie van de Scottish Modern Arts Association.
Ze werd verkozen tot lid van de Glasgow Society of Lady Artists in 1892 en van de Royal Scottish Society of Painters in Watercolor in 1897. Ze exposeerde in de Royal Scottish Academy van 1894 tot 1965. Cameron speelde de rol van koningin Maeve in de Celtic Races-sectie van de Schotse gemaskerde optocht tijdens de Scottish National Exhibition gehouden in Saughton Park, Edinburgh in 1908.
Cameron maakte deel uit van de Glasgow Girls van de Glasgow School en werkte in de Glasgow-stijl, die Art Nouveau, Celtic Revival, de Arts-and-craftsbeweging en Japonisme-esthetiek vermengde. Haar schilderijen, met hun "gedurfde contouren en levendige kleuren", leenden zich voor het boekillustratieformaat en in 1904 sloot ze een contract met de Londense uitgevers T.C. en E.C. Jack om illustraties voor sprookjesboeken te leveren. Haar interesse in geborduurde materialen, stoffen en kostuums komt tot uiting in haar illustraties, evenals de invloed van Whistler in haar gebruik van symboliek. 
Ze illustreerde een serie van drie sprookjesboeken voor The Jacks (In Fairyland, The Enchanted Land en Celtic Tales) waarvoor ze positieve kritieken kreeg van haar artistieke tijdgenoten kreeg. Haar vierde titel voor The Jacks, Legends and Stories of Italy for Children uit 1909, maakte deel uit van de serie Told to the Children van de uitgever, waarvoor de Schotse collega-kunstenaars Phoebe Anna Traquair en Olive Allen Biller ook illustraties maakten. Vanaf 1907 illustreerde Cameron ook verschillende cadeauboeken voor de Envelope Book-serie van TN Foulis. Haar laatste boek voor The Jacks werd gepubliceerd in 1916, getiteld Flowers I Love. Deze titel, waarin ongebruikelijke en exotische planten worden getoond, betekende een verschuiving in haar artistieke interesse naar haar 'echte liefde', het schilderen van bloemen. Haar laatste boekontwerp was de omslag voor Treasure Trove in Art uit 1939.
Haar aquarel Hush! Remind not Eros of his wings werd opgenomen in het boek Women Painters of the World uit 1905.

## Werken (selectie)

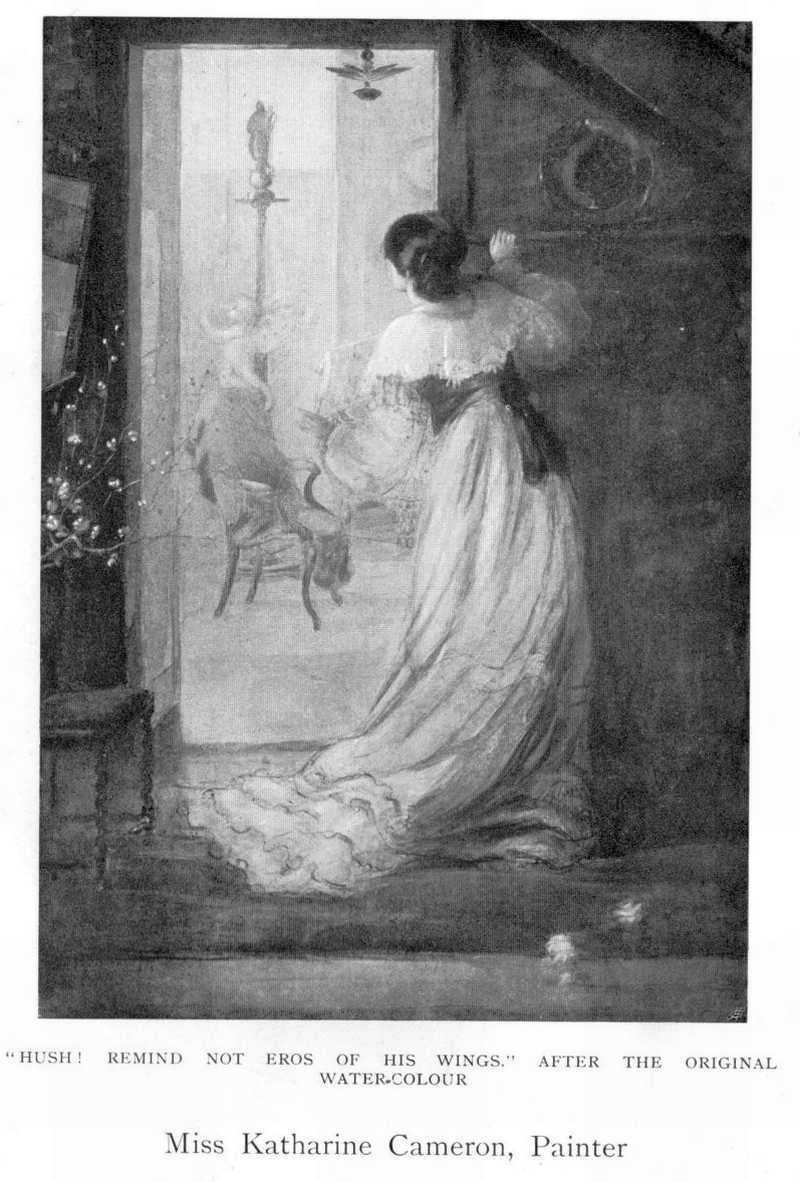
Hush, remind me not Eros of his wings, aquarel
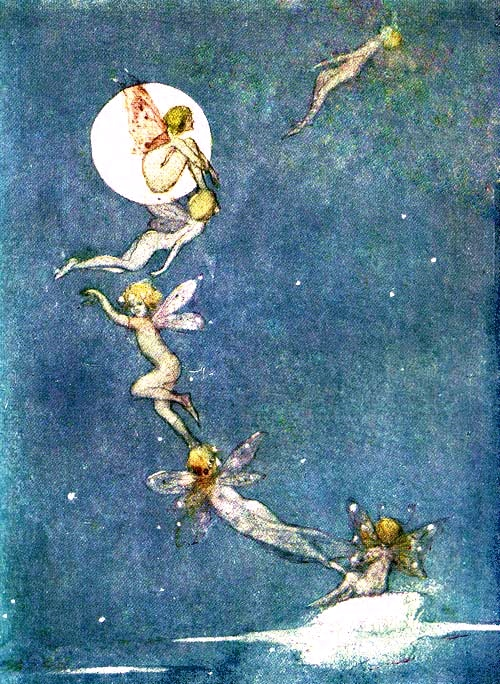
Illustratie uit Stories from the Ballads
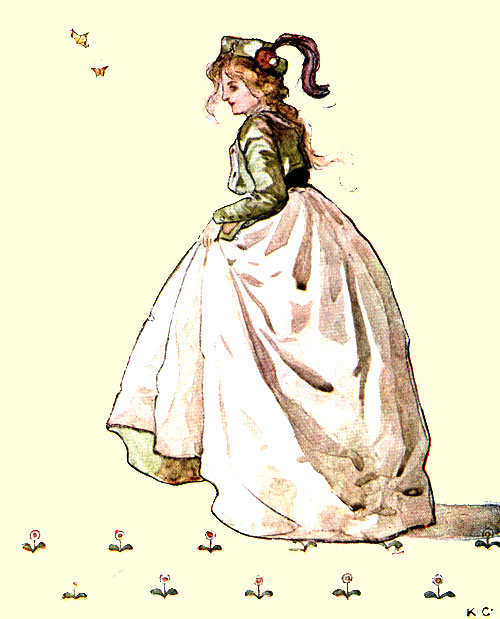
Illustratie uit Stories from the Ballads'
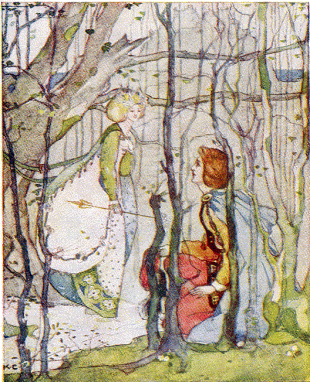
Illustratie uit Thomas the Rhymer
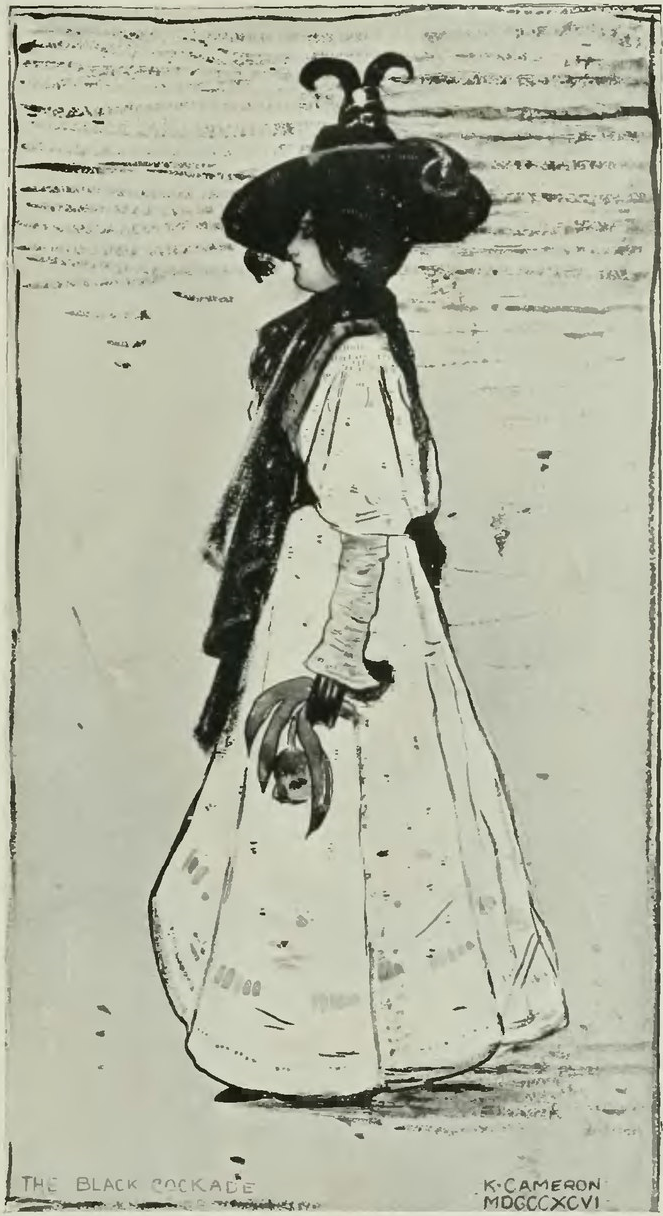
Uit The Yellow Book, volume 13

- Art Gallery of South Australia: 10807
- Gemeinsame Normdatei: 1226293425
- International Standard Name Identifier: 0000 0001 0955 3320
- Library of Congress Control Number: nr94007429
- Nederlandse Thesaurus van Auteursnamen: 067890563
- RKD-Nederlands Instituut voor Kunstgeschiedenis: 14949
- SNAC: w60h1bt8
- Système universitaire de documentation: 118625500
- Union List of Artist Names: 500032601
- Virtual International Authority File: 12187246
- WorldCat: E39PBJy8qwRMttfBVHHrTkhGpP